# Рыжик, Иосиф Моисеевич
Иосиф Моисеевич Рыжик (1895, Бердичев? — после мая 1943) — советский математик. Известен как первый автор таблиц интегралов, известных как «Градштейн и Рыжик».

## Биография
О жизни математика известно крайне мало.
Мать — Цейтл Заходер, дочь фабриканта Иосифа Заходера, отец — Мовша (Моисей) Маневич Рыжик, ткач. Известно, что Цейтл Заходер выходила замуж дважды: за серебряных дел мастера Залмана Фрадкина и за Мовшу Рыжика. С обоими разведена, от обоих браков у неё дети.
Дед — Иосиф Еселевич Заходер (1839—1907). Могилевский мещанин шкловского общества, владелец фабрики. Его супруга и бабушка Либа Шлёмовна. Их дети: дочери Геня, Цейтл, Геня-Лея. Семья Заходеров переехала в Москву из Шклова ориентировочно в 1870-х годах. Семья переехала в Бердичев из Москвы после погромов 1891—1892 годах. В доме Заходера на улице Бургомистровской в Бердичеве жили: жена, старшая сестра Ревека, дочь Цейтл Рыжик, внук Иосиф Рыжик и внучка Фрума Фрадкина.
Внук Иосиф родился в 1895 году, скорее всего в Бердичеве.
Дальнейшие следы теряются. В 1936 году вышла его первая книга, в 1943 году — вторая.
Известно, что работал в Управлении Народного комиссариата внутренних дел Ленинградской области (УНКВД ЛО) (Хозяйственные и отраслевые управления и отделы). Награждён медалью «За оборону Ленинграда» (серия и номер удостоверения: Л-32289; номер решения о награждении:
№ 92 п. 32; дата решения о награждении: 03.06.1943; место вручения: Ленинград). Таким образом, Иосиф Рыжик был жив точно до июня 1943 года, лично получив в июне или позднее медаль.